# Черных, Николай Георгиевич
Николай Георгиевич Черных (1944—2021) — российский учёный, изобретатель.

## Биография
Родился в 1944 году.
Работал главным инженером шахты, заместителем директора шахты «Нагорная». генеральном директором ОАО. В 1980 году защитил диссертацию на звание кандидата технических наук по теме «Исследование и установление основных параметров проходческого комбайнового комплекса для проведения выработок с анкерной крепью в условиях шахт Кузбасса». С 1998 по 2003 генеральный директор ОАО «Гидроуглестрой».
Вывел из состояния десятилетнего банкротства институт Гидроуглепроект.
Отпевание состоялось 19 августа 2021 года в Соборе Рождества Христова Новокузнецка.

## Сочинения
- «Репортаж о „Мертвой петле“ со знаменем на груди». Остановленный крах" (2018 г.);
- «Нефтяной век ещё не наступил»;
- Новый вид угольного топлива;
- Гипотеза о роли Вселенной в возникновении на Земле жизни, углеводородов и прочих полезных ископаемых.

## Награды
- Государственная премия СССР в области техники за создание высокоэффективных проходческих комплексов «Кузбасс», обеспечивающих высокую произвордительность труда проходчиков и высокие скорости проведения подготовительных выработок (1977 год).